# Osakyudzha
Osakyudzha är en ort i Azerbajdzjan.   Den ligger i distriktet Lənkəran Rayonu, i den sydöstra delen av landet, 200 km sydväst om huvudstaden Baku. Osakyudzha ligger 21 meter över havet och antalet invånare är 4 332.
Terrängen runt Osakyudzha är kuperad åt sydväst, men åt nordost är den platt. Runt Osakyudzha är det ganska tätbefolkat, med 120 invånare per kvadratkilometer.. Närmaste större samhälle är Lankaran, 14,2 km öster om Osakyudzha. 
Omgivningarna runt Osakyudzha är en mosaik av jordbruksmark och naturlig växtlighet.